# Vali Ionescu
Vali Ionescu, född den 29 augusti 1960 i Turnu Măgurele, Rumänien, är en rumänsk friidrottare inom längdhopp.
Hon tog OS-silver på längdhopp vid friidrottstävlingarna 1984 i Los Angeles. 